# 周子和
周 子和（しゅう しわ）は、上地流の開祖・上地完文が中国で師事したとされる中国拳法家。シュウサブとも言う。実在の人物かについては論争がある。

## 概要
沖縄の上地流の主張では、周子和は福建省の中央仏教寺の和尚であり、上地完文が湖城道場を出奔した後に師事したとする（上地完英説）。しかし、福建省に中央仏教寺という固有名詞の寺は存在しないことから、この説は上地流内部からも疑問の声が上がっている。ほかに、周子和の本名は、少林寺36房教練（少林寺36代武錬主任）の草青和尚であり、官憲の目を誤魔化すために周子和に改名したとの説もあるが、この説も研究者によって各種の矛盾や事実誤認が指摘されている。
一方、本土の上地流の主張では、上地完文が師事したのはシュウサブであり、沖縄上地流の周子和説を否定する。上地完文は読み書きが不自由であったため、漢字での名前は伝わっていないと言う。
また、上地流は虎拳、剛柔流は鶴拳で両者はまったく別の門派であるのに、型の名称や構成が両者で似ている不自然さを指摘する研究者もいる。また、周子和とされる人物の写真も公開されているが、和尚なのに髪を伸ばし道教風の衣装を着ているのは不自然であるとの指摘もある。こうしたことから、上地完文は、沖縄もしく福建省で剛柔流と同系統の那覇手を修業した後、伝系を創作した可能性があり、伝えられる周子和は架空の人物か全くの別人であるという見方も出ている。